# Natrite
La natrite est un corps minéral naturel, le "carbonate de sodium anhydre" défini par la formule chimique Na2CO3.
Ce minéral massif et rare, instable à l'air humide, existe sous forme de lentilles monocristallines de plus de 20 cm. Chimiquement, il correspond à la soude carbonatée obtenue au terme du procédé Solvay, qui diffère d'elle par sa forme poudreuse.

## Description minéralogique et géotype
Il a été nommé par le minéralogiste russe Alexander Petrovich Khomyakov en 1982 après analyse de la composition d'échantillons bien préservés depuis leur collecte sur le terrain de roches évaporites souterraines dans la péninsule de Kola.
Il existe ainsi trois zones géotypes dans cette péninsule de l'oblast de Mourmansk, dans le nord de la Russie : 
- Olenii Ruchei ou vallon d'Olenij dans le massif des Khibiny
- Mont Rasvumchorr, dans le massif des Khibiny
- Mont Karnasurt, dans les monts Lovozero

Ce dernier site emblématique a été retenu par l'Association internationale de minéralogie (IMA).
Cette mise en évidence chimique a relancé la minéralogie de terrain des carbonates alcalins. 
Le carbonate de lithium naturel mis en évidence en 1987 au lac Zabuye (en) (au Tibet) a été nommé zabuyelite (en).

## Description physico-chimique et altération
L'analyse chimique pondérale donne en masse 58,48 % Na2O et 41,52 % CO2.
Il s'altère rapidement à l'air légèrement humide en thermonatrite.

### Cristallochimie et cristallographie
Le système cristallin du minéral pur est monoclinique.
Dans la classification de Dana, elle forme le groupe de la natrite, en première position avec la zabuyelite Li2CO3.
Dans la classification de Strunz, ce carbonate alcalin est associé à la gregoryite (Na2K2Ca)CO3 où les ions sodium, potassium; calcium sont interchangeables en solution solide.

## Gîtologie et gisements

### Gisements relativement abondants ou potentiellement caractéristiques
- Autriche

Mine de Hall, Vallée de l'Inn, Nord-Tyrol
Mine de sel d'Hallstatt, Gmunden, Haute-Autriche
- Canada
- États-Unis

Californie
- Italie
- Russie

Péninsule de Kola